# Vòng loại Giải vô địch bóng đá nữ châu Âu 2017 (Bảng 1)
Bảng 1 Vòng loại Giải vô địch bóng đá nữ châu Âu 2017 bao gồm các đội: Iceland, Scotland, Belarus, Slovenia và Macedonia.

## Bảng xếp hạng
| VT | Đội           | ST | T | H | B | BT | BB | HS  | Đ  | Giành quyền tham dự |     |     |     |     |     |      |
| -- | ------------- | -- | - | - | - | -- | -- | --- | -- | ------------------- | --- | --- | --- | --- | --- | ---- |
| 1  | Iceland       | 8  | 7 | 0 | 1 | 34 | 2  | +32 | 21 | Vòng chung kết      |     | —   | 1–2 | 4–0 | 2–0 | 8–0  |
| 2  | Scotland      | 8  | 7 | 0 | 1 | 30 | 7  | +23 | 21 | Vòng chung kết      |     | 0–4 | —   | 3–1 | 7–0 | 10–0 |
| 3  | Slovenia      | 8  | 3 | 0 | 5 | 21 | 19 | +2  | 9  |                     |     | 0–6 | 0–3 | —   | 3–0 | 8–1  |
| 4  | Belarus       | 8  | 3 | 0 | 5 | 10 | 20 | −10 | 9  |                     | 0–5 | 0–1 | 2–0 | —   | 6–2 |      |
| 5  | Bắc Macedonia | 8  | 0 | 0 | 8 | 4  | 51 | −47 | 0  |                     | 0–4 | 1–4 | 0–9 | 0–2 | —   |      |

## Các trận đấu
Giờ thi đấu là CEST (UTC+2) các trận từ ngày 29 tháng 3 tới 24 tháng 10 năm 2015 và từ 27 tháng 3 tới 29 tháng 10 năm 2016, còn lại là CET (UTC+1).
| Slovenia | 0–3      | Scotland             |
| -------- | -------- | -------------------- |
|          | Chi tiết | Little 28', 49', 59' |

| Iceland                               | 2–0      | Belarus |
| ------------------------------------- | -------- | ------- |
| Magnúsdóttir 30' · Brynjarsdóttir 73' | Chi tiết |         |

| Slovenia                                  | 3–0      | Belarus |
| ----------------------------------------- | -------- | ------- |
| Tibaut 16' · Zver 65' · Linnik 68' (l.n.) | Chi tiết |         |

| Bắc Macedonia | 0–4      | Iceland                                                          |
| ------------- | -------- | ---------------------------------------------------------------- |
|               | Chi tiết | M. Viðarsdóttir 9', 29' · Viggósdóttir 12' · Þorsteinsdóttir 17' |

| Scotland                                                               | 7–0      | Belarus |
| ---------------------------------------------------------------------- | -------- | ------- |
| J. Ross 44', 67' · Weir 46' · Corsie 53' · Evans 69' · Love 89', 90+2' | Chi tiết |         |

| Slovenia | 0–6      | Iceland                                                                               |
| -------- | -------- | ------------------------------------------------------------------------------------- |
|          | Chi tiết | Brynjarsdóttir 15', 86' · Þorsteinsdóttir 20', 65' · M. Viðarsdóttir 70' · Jessen 80' |

| Bắc Macedonia | 1–4      | Scotland                                |
| ------------- | -------- | --------------------------------------- |
| Rochi 44'     | Chi tiết | Little 22' · Corsie 27', 28' · Weir 31' |

| Bắc Macedonia | 0–2      | Belarus                            |
| ------------- | -------- | ---------------------------------- |
|               | Chi tiết | Slesarchik 67' · Avkhimovich 90+3' |

| Scotland                                                                             | 10–0     | Bắc Macedonia |
| ------------------------------------------------------------------------------------ | -------- | ------------- |
| J. Ross 3', 59', 61', 87' · Love 8', 40', 53' · Beattie 24' · Lauder 27' · Evans 35' | Chi tiết |               |

| Scotland                              | 3–1      | Slovenia  |
| ------------------------------------- | -------- | --------- |
| J. Ross 19', 45' · Little 52' (ph.đ.) | Chi tiết | Erman 42' |

| Belarus | 0–5      | Iceland                                                                  |
| ------- | -------- | ------------------------------------------------------------------------ |
|         | Chi tiết | M. Viðarsdóttir 14' · Þorsteinsdóttir 24', 34', 54' · Brynjarsdóttir 86' |

| Slovenia                                                                                      | 8–1      | Bắc Macedonia |
| --------------------------------------------------------------------------------------------- | -------- | ------------- |
| Tibaut 6', 75' · Ivanuša 47' · Prašnikar 48', 81' · Kralj 60' · Kos 86' · Rogan 90+3' (ph.đ.) | Chi tiết | Jakovska 71'  |

| Bắc Macedonia | 0–9      | Slovenia                                                                         |
| ------------- | -------- | -------------------------------------------------------------------------------- |
|               | Chi tiết | Eržen 2', 18' · Prašnikar 23', 57' · Zver 26' · Tibaut 29', 81' · Kralj 31', 88' |

| Scotland | 0–4      | Iceland                                                                   |
| -------- | -------- | ------------------------------------------------------------------------- |
|          | Chi tiết | Gísladóttir 10' · Þorsteinsdóttir 62' · Jónsdóttir 65' · Viðarsdóttir 69' |

| Belarus | 0–1      | Scotland |
| ------- | -------- | -------- |
|         | Chi tiết | Love 15' |

| Iceland | 8–0      | Bắc Macedonia |
| --- | -------- | ------------- |
| Friðriksdóttir 15', 50' · Þorsteinsdóttir 17', 34', 42' · Jensen 25' · Gunnarsdóttir 27' · Brynjarsdóttir 81' | Chi tiết |               |

| Belarus                                                                                        | 6–2      | Bắc Macedonia                  |
| ---------------------------------------------------------------------------------------------- | -------- | ------------------------------ |
| Slesarchik 14' · Shcherbachenia 15' · Avkhimovich 17' · Linnik 28' · Urazaeva 52' · Shuppo 70' | Chi tiết | Jakovska 23' · Krstanovska 55' |

| Iceland                                                    | 4–0      | Slovenia |
| ---------------------------------------------------------- | -------- | -------- |
| Gísladóttir 11' · Brynjarsdóttir 21', 46' · Jónsdóttir 68' | Chi tiết |          |

| Belarus             | 2–0      | Slovenia |
| ------------------- | -------- | -------- |
| Slesarchik 38', 84' | Chi tiết |          |

| Iceland            | 1–2      | Scotland                 |
| ------------------ | -------- | ------------------------ |
| Friðriksdóttir 40' | Chi tiết | J. Ross 25', 56' (ph.đ.) |

## Cầu thủ ghi bàn
10 bàn
- Harpa Þorsteinsdóttir
- Jane Ross

7 bàn
- Dagný Brynjarsdóttir

6 bàn
- Joanne Love

5 bàn
- Margrét Lára Viðarsdóttir
- Kim Little
- Tjaša Tibaut

4 bàn
- Yulia Slesarchik
- Lara Prašnikar

3 bàn
- Fanndís Friðriksdóttir
- Rachel Corsie
- Barbara Kralj

2 bàn
- Ekaterina Avkhimovich
- Hallbera Guðný Gísladóttir
- Gunnhildur Jónsdóttir
- Eli Jakovska
- Lisa Evans
- Caroline Weir
- Kaja Eržen
- Mateja Zver

1 bàn
- Anastasia Linnik
- Anastasia Shcherbachenia
- Anastasia Shuppo
- Elvira Urazaeva
- Sara Björk Gunnarsdóttir
- Elín Metta Jensen
- Sandra Jessen
- Hólmfríður Magnúsdóttir
- Glódís Perla Viggósdóttir
- Simona Krstanovska
- Gentjana Rochi
- Jennifer Beattie
- Hayley Lauder
- Kristina Erman
- Lara Ivanuša
- Evelina Kos
- Manja Rogan

Phản lưới nhà
- Anastasia Linnik (gặp Slovenia)